# Valerio Piroddi
Valerio Piroddi (Villamassargia, 13 novembre 1905 – Assemini, 18 settembre 2017) è stato un supercentenario italiano, vissuto 111 anni e 309 giorni.
Detenne il titolo di Decano maschile d'Italia dal 22 dicembre 2015 (confermato il 22 febbraio dell'anno successivo) sino alla sua morte.
Occupa attualmente la 4ª  posizione nella classifica degli uomini italiani più anziani di sempre (senza considerare gli emigrati, altrimenti sarebbe 5°).

## Biografia
Valerio Piroddi, detto Tziu Mundicu, nacque a Villamassargia nella regione del Sulcis-Iglesiente il 13 novembre 1905 da padre massargese e madre siliquese. Rimasto orfano del primo a otto anni, si trasferì con la seconda, Maria Zedda, a Siliqua.
Sposatosi, lavorò nel settore della forestazione, presso le ferrovie dello stato e in miniera, trascorrendo il resto della propria esistenza nei campi ed in vigna, abbandonata solo alla tarda età di 87 anni.
Ormai vedovo, nel 2010 accettò di trasferirsi ad Assemini, recandosi a vivere con uno dei suoi tre figli. Applicatore di una dieta composta da frutta e verdura, formaggio, uova ma anche vino rosso e lumache, lardo e dolci, fu quasi del tutto autosufficiente per tutta la vita. 
Acquisito il titolo di Decano maschile d'Italia, ricevette un telegramma di congratulazioni da parte del presidente della Repubblica Sergio Mattarella. Amante della televisione, dei giornali e dei suoi animali, gradiva in particolare anche alcune tipologie di gelati.
Tuttavia, dopo un breve raffreddore, ormai alla soglia dei 112 anni, il 18 settembre 2017, morì nella casa del figlio ad Assemini; le esequie furono celebrate il giorno dopo a Siliqua.